# Face à la mer (chanson)
Pour les articles homonymes, voir Face à la mer.
Singles par Calogero
Yalla
(2004) Si seulement je pouvais lui manquer
(2004)
Singles par Passi
Reviens dans ma vie
(2004) Le temps passe
(2006)
Face à la mer est une chanson du duo Calogero feat. Passi extrait de l'album 3 en 2004.
La chanson sort en single en juin 2004, devenant un des tubes de l'été, et contribue au succès commercial de l'album.

## Description
Les paroles de la chanson font référence aux immigrés et de leur intégration France. Pour Calogero, le texte résonne dans l'histoire de ses parents, tout deux siciliens ayant déménagé en France. Il fait également écho à la vie de Passi, né en République Démocratique du Congo et ayant grandi à Sarcelles : « Calogero était un immigré italien vivant dans la banlieue de Grenoble et a réussi à imposer sa musique, tout comme nous, Africains, venus de Sarcelles »,. Pour Calogero, le titre bénéficie d'une double lecture : « Il y a juste la phrase 'face à la mer' et quand tu es sur ta serviette face à la mer sur la plage, tu penses à ça… Et puis il y a tout ce que ça dit derrière, 'face contre terre, j’aurais pu mourir.' ».

## Histoire
Lors de l'enregistrement de son troisième album, le frère de Calogero, Gio, trouve une première mélodie en utilisant un jouet pour enfant. Comme pour son album précédent, Calogero fait appel à Alana Filippi pour l'écriture de ses chansons, qui imagine les paroles de Face à la mer. L'artiste souhaite alors faire un mélange pop-rap, à l'image de Dido et Eminem en 2000 sur la chanson Stan. Après avoir contacté Sully Sefil, Calogero se tourne ves Passi qui accepte immédiatement la proposition de collaboration.
Le clip est tourné à Boulogne-sur-Mer, sur la plage pour évoqué les symboles de la liberté, et en alternance dans la cité sensible « Damrémont » à l'ouest de la ville pour représenter la diversité des quartiers populaires.
Le single sort en juin 2004 et immédiatement un succès en radio. Avec 370 000 exemplaires vendus, il atteint la 3e place des ventes de single, derrière Dragostea din tei du groupe O-Zone et Femme Like U de K-Maro.

## Parodie
Le titre est parodié par le groupe de metal parodique Ultra Vomit sous forme de mash-up avec un titre du groupe de metal français Gojira s'intitulant Calojira. Ce morceau est présent sur leur 3e album Panzer Surprise sorti en 2017.

## Classements hebdomadaires
| Classement (2013)                       | Meilleure position |
| --------------------------------------- | ------------------ |
| Belgique (Flandre Ultratip 100)         | 11                 |
| Belgique (Wallonie Ultratop 50 Singles) | 2                  |
| France (SNEP)                           | 3                  |
| Suisse (Schweizer Hitparade)            | 12                 |